# Madelaine Levy
Madelaine Ester Levy, född 1976 i Stockholm, är en svensk journalist och författare. Hon var i tonåren med och grundade det litterära magasinet Mono och var på 1990-talet skribent i tidskriften Pop. Levy var chefredaktör för magasinet Bon mellan 2006 och 2011, och är sedan 2015 litteraturredaktör vid Svenska Dagbladet.